# Окён
Окён (фр. и окс. Aucun) — коммуна во Франции, находится в регионе Юг — Пиренеи. Департамент — Верхние Пиренеи. Административный центр кантона Окён. Округ коммуны — Аржелес-Газост.
Код INSEE коммуны — 65045.

## География
Коммуна расположена приблизительно в 690 км к югу от Парижа, в 150 км юго-западнее Тулузы, в 36 км к юго-западу от Тарба.
По территории коммуны протекает река Гав д’Азён.

## Климат
Климат умеренно-океанический с солнечной тёплой погодой и обильными осадками на протяжении практически всего года.

## Население
Население коммуны на 2010 год составляло 260 человек.
| 1962 | 1968 | 1975 | 1982 | 1990 | 1999 | 2010 |
| ---- | ---- | ---- | ---- | ---- | ---- | ---- |
| 210  | 190  | 150  | 170  | 199  | 205  | 260  |

## Администрация
| Период | Период | Фамилия        | Партия                              | Примечания                                               |
| ------ | ------ | -------------- | ----------------------------------- | -------------------------------------------------------- |
| 1989   | 2001   | Марк Лео       | Радикальная левая партия            | член генерального совета; председатель сообщества коммун |
| 2001   | 2008   | Серж Монкад    | Французская коммунистическая партия |                                                          |
| 2008   | 2014   | Анни Юо-Маршан | Разные правые                       |                                                          |
| 2014   | 2020   | Янник Бьель    |                                     |                                                          |

## Экономика
В 2010 году среди 167 человек трудоспособного возраста (15-64 лет) 109 были экономически активными, 58 — неактивными (показатель активности — 65,3 %, в 1999 году было 73,4 %). Из 109 активных жителей работали 96 человек (54 мужчины и 42 женщины), безработных было 13 (2 мужчин и 11 женщин). Среди 58 неактивных 10 человек были учениками или студентами, 37 — пенсионерами, 11 были неактивными по другим причинам.

## Достопримечательности
- Церковь Св. Феликса (XII век). Исторический памятник с 1922 года[4]
- Руины башни (XV век). Исторический памятник с 1942 года[5]
- Горный музей Лавдан

## Фотогалерея

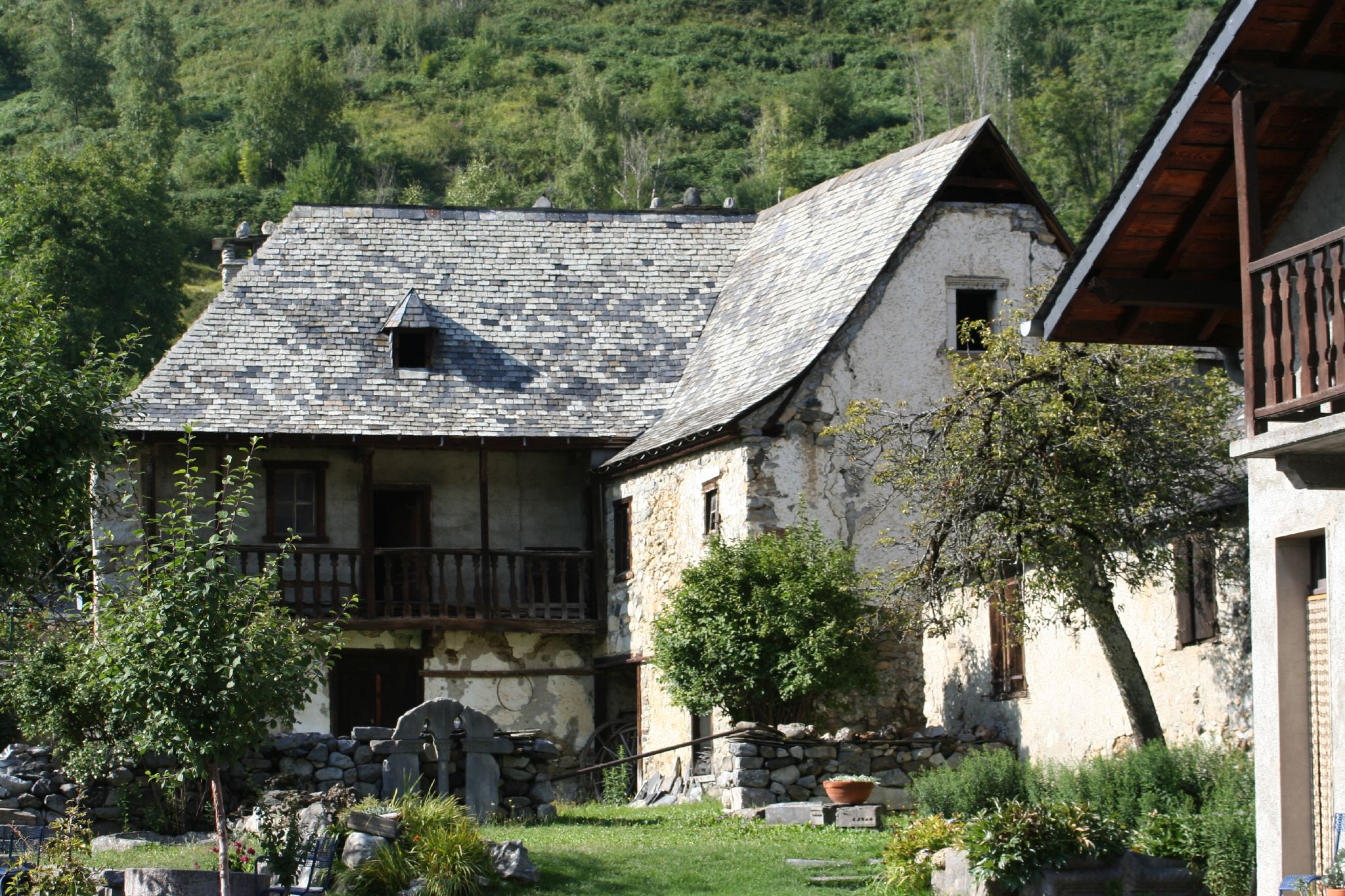
Горный музей Лавдан
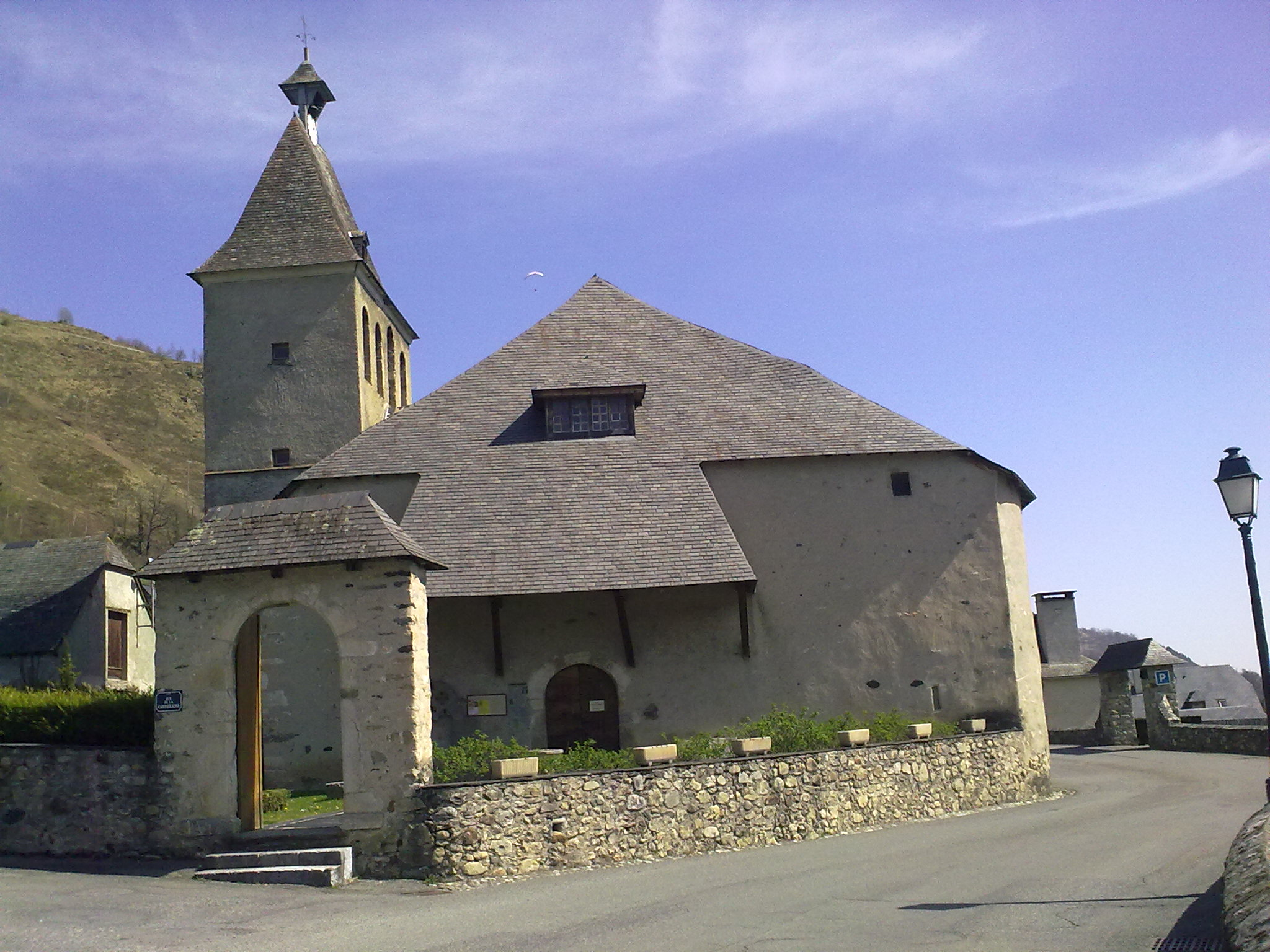
Церковь Св. Феликса
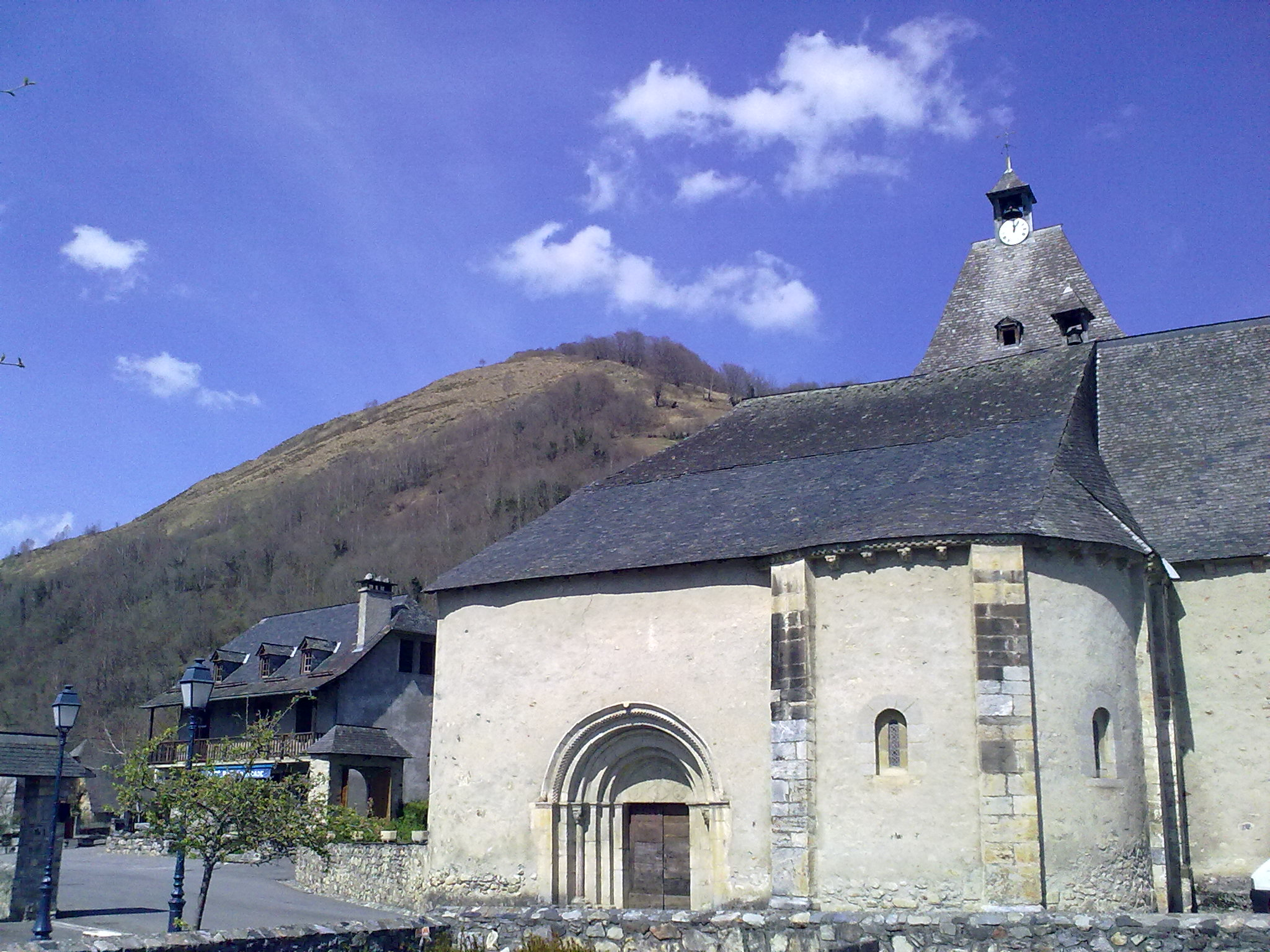
Церковь Св. Феликса
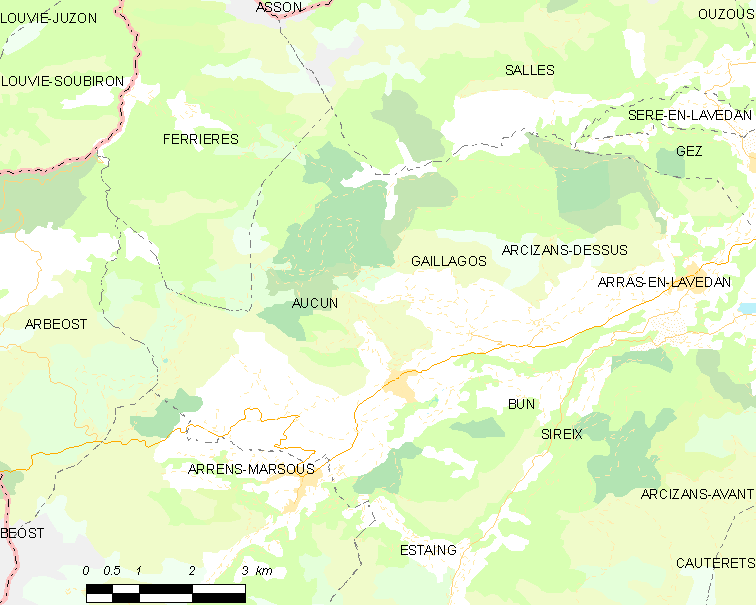
Карта коммуны